# Øystein Kvaal Østerbø
Øystein Kvaal Østerbø, född den 7 juli 1981, är en norsk orienterare som blev nordisk mästare i sprint 2005 och tog EM-brons i stafett 2006.